# The London Sessions
The London Sessions é o décimo segundo álbum de estúdio da cantora americana Mary J. Blige. Foi lançado em  24 de novembro de 2014 e é um experimento da artista a novas sonoridades eletrônicas de Londres.

## Singles
- O primeiro single Therapy foi lançado em 23 de Setembro de 2014 e é uma resposta a música Rehab e uma homenagem a cantora Amy Winehouse,[1][2] um lyric video foi lançado em 27 de Outubro[3] e outro vídeo em estúdio foi lançada em 25 de Novembro.[4] A música alcançou a 28ª posição na parada Adult Contemporary da Billboard.[5]
- O segundo single Right Now foi lançado em 24 de Novembro, seu videoclipe oficial foi lançado em 23 de Outubro,[6]o vídeo foi dirigido por Mike Ho, um outro vídeo gravado em estúdio foi lançado em 7 de Outubro.[7]. A música alcançou o topo da parada Dance Club Songs da Billboard.[8]
- O terceiro single Whole Damn Year foi lançado em 1 de Dezembro, seu videoclipe oficial foi lançado em 3 de Dezembro [9], um lyric video foi lançado em 1 de Outubro, o single alcançou a 5ª posição da parada Adult R&B Songs da Billboard,[10] também alcançou a 39ª posição da parada R&B/Hip-Hop Songs[11] e a 21ª posição na Hot R&B/Hip-Hop Airplay.[10]
- O quarto e último single Doubt foi lançado em 17 de Fevereiro de 2015, seu videoclipe oficial foi lançado em 11 de Março,[12] alcançou a 32ª posição da Hot R&B/Hip-Hop Airplay.[13]

## Faixas
Edição Padrão
| N.º            | Título                    | Compositor(es)                                  | Produtor(es)                                                     | Duração |  |
| 1.             | "Therapy"                 | Mary J. Blige Sam Smith Francis Anthony White   | White Stephen Fitzmaurice Rodney "Darkchild" Jerkins Jimmy Napes | 3:23    |  |
| 2.             | "Doubt"                   | Blige Sam Romans                                | Jerkins Romans                                                   | 3:59    |  |
| 3.             | "Not Loving You"          | James Napier Smith                              | Fitzmaurice Napes                                                | 3:26    |  |
| 4.             | "When You're Gone"        | Blige Napier White                              | Jerkins                                                          | 3:24    |  |
| 5.             | "Right Now"               | Blige Smith Napier Guy Lawrence Howard Lawrence | Disclosure                                                       | 3:49    |  |
| 6.             | "My Loving"               | Blige Romans Rodney "Darkchild" Jerkins         | Jerkins Marc Kinchen                                             | 4:25    |  |
| 7.             | "Long Hard Look"          | Romans                                          | Craze & Hoax                                                     | 3:36    |  |
| 8.             | "Whole Damn Year"         | Blige Emeli Sandé Knox Brown                    | Brown                                                            | 4:11    |  |
| 9.             | "Nobody But You"          | Blige Smith Napier M. Coleman                   | MJ Cole                                                          | 4:38    |  |
| 10.            | "Pick Me Up"              | Blige Sandé Shahid Khan Shakil Ashraf           | Naughty Boy Shakavelli                                           | 3:07    |  |
| 11.            | "Follow" (com Disclosure) | Blige Napier G. Lawrence H. Lawrence            | Disclosure                                                       | 4:08    |  |
| 12.            | "Worth My Time"           | Blige Napier                                    | Fitzmaurice Napes                                                | 3:28    |  |
| Duração total: | Duração total:            | Duração total:                                  | Duração total:                                                   | 45:34   |  |